# Éliphas Lévi
Éliphas Lévi (Parijs, 8 februari 1810 – aldaar, 31 mei 1875), pseudoniem van Alphonse Louis Constant, was een Frans filosoof, occultist, vrijmetselaar, kabbalist en rozenkruiser.
Constant hernieuwde de studie van de esoterische wetenschappen en maakte deze toegankelijk voor een groter publiek. Zijn 'magnum opus' is Dogme et Rituel de la Haute Magie (Leer en Ritueel der Hogere Magie), het beroemdste werk over de magische kunsten uit de negentiende eeuw.

## Levensloop

### Jeugd en priesteropleiding
Constant was de enige zoon van een schoenmaker. Hij was een intelligente jongen en leerde snel. Dankzij abbé J.B. Hubault Malmaison, die in de parochie een school voor arme kinderen had opgericht, kon Constant onderwijs volgen. In 1825 ging hij op 15-jarige leeftijd naar het Klein Seminarie van Saint-Nicolas van Chardonnet om een priesterstudie te volgen. Tijdens een les, gegeven door de abbé Frère-Collona, raakt Constant geïntrigeerd door een verklaring: abbé Frère-Collona verklaarde dat hij overtuigd was dat dierlijk magnetisme een vitale energie van het menselijke lichaam was, die gecontroleerd werd door de duivel. Constant was dus nieuwsgierig en heel wantrouwig begon hij alles te lezen wat hij kon vinden over magie en occultisme.

### Breuk met het seminarie en vroege omzwervingen
In 1830 ging hij naar het Seminarie van Issy om er twee jaar filosofie te volgen. Na Issy studeerde hij theologie aan het Seminarie van Saint-Sulpice. Hij werd tot subdiaken gewijd. In 1835 gaf hij catechese. De jonge Adèle Allenbach werd hem door haar moeder toevertrouwd, met de opdracht het meisje te beschermen en persoonlijk te onderrichten. De jonge subdiaken werd verliefd op zijn beschermelinge. Op 19 december 1835 werd hij tot diaken gewijd en in juni 1836 verliet hij definitief het seminarie. Zijn oude moeder had steeds gehoopt dat haar zoon priester zou worden. Bij het horen van het nieuws dat haar zoon het seminarie verlaten had, pleegde ze zelfmoord.

### Kunstenaarschap en journalistiek
Constant dacht eraan om naar een Trappistenklooster te gaan, doch zijn vrienden brachten hem op andere gedachten. Hij verbleef een jaar in een pension nabij Parijs en daarna vergezelde hij een rondreizend artiest en vriend tijdens zijn tournee in de Provence. In 1838 raakte hij bevriend met Flora Tristan, een socialiste (en grootmoeder van Paul Gauguin) en samen met Alphonse Esquiros, een vriend uit het seminarie, werkte hij aan het tijdschrift Les Belles Femmes de Paris. Door zijn medewerking aan dit tijdschrift werd het duidelijk dat hij heel wat tekentalent bezat. Constant was een uitstekend journalist en tijdens een bezoek aan Mevrouw de Girardin ontmoette hij de schrijver Honoré de Balzac.

### Kloosterleven en intellectuele ontwikkeling
Hij overwoog nog steeds het priesterschap en vertrok naar het klooster van Solesmes. Hij was er vast van overtuigd daar de rest van zijn dagen door te zullen brengen. In het klooster bevond zich een bibliotheek van ongeveer 20.000 boeken; hij bestudeerde hier de leer van het oude gnosticisme, de boeken van Cassianus en andere asceten, het mysticisme en vooral de boeken van mevrouw Guyon. Tijdens zijn verblijf in het klooster verscheen zijn eerste werk, getiteld Le Rosier de Mai (1839). Door een misverstand met de abt van Solesmes verliet hij, zonder enige bezittingen, het klooster.

### Arrestatie en gevangeniservaring
Door tussenkomst van de aartsbisschop van Parijs, Mgr. Affre, kreeg Constant een baan als bewaker in het College van Juilly. Zijn oversten behandelden hem zeer slecht. Hij schreef uit walging La Bible de la liberté (1841). Op 13 februari verscheen het werk en één uur later werden een groot aantal exemplaren uit de handel genomen. Hij werd in hechtenis genomen in april en op 11 mei 1841 kwam zijn proces voor. Hij werd veroordeeld tot 8 maanden celstraf en een boete van 300 frank.
In de gevangenis van Sainte-Pélagie ontmoette hij zijn vriend Esquiros en de abbé Félicité de Lamennais. Alle middelen werden aangewend om het Constant zeer moeilijk te maken in de gevangenis: zijn brieven werden onderschept en hij moest heel wat spot van de andere gevangenen verdragen. Door de slechte behandeling zocht hij troost in boeken. Voor het eerst las hij hier de geschriften van Emanuel Swedenborg. Zijn vrienden waren hem echter niet vergeten; een zeker mevrouw Legrand, een zeer rijke vriendin van Flora Tristan, zorgde ervoor dat zijn gevangenisleven draaglijker werd door hem heel gevarieerde voeding te bezorgen. Bij zijn vrijlating in april 1842 kreeg hij, dankzij de aalmoezenier van Sainte-Pélagie, het verzoek om de muren van de kerk van Choisy-le-Roy te beschilderen.

### Hervatting van religieuze ambities
In 1843 verbleef hij in de pastorie van Choisy en begon hij aan zijn werk La Mère de Dieu. Zijn houding en gedrag waren uitmuntend en Mgr. Affre beval hem aan bij de bisschop van Evreux, Mgr. Olivier. De bisschop was bereid Constant te verwelkomen op voorwaarde dat hij zijn naam wijzigde om geen problemen te krijgen met het schandaal rond La Bible de la Liberté. Onder de naam abbé Beaucourt vertrok hij in februari 1843 naar Evreux. Zijn predicaties kenden een groot succes wat heel wat jaloersheid opwekte bij de andere geestelijken. De krant L'Univers meldde, in juni 1843, de dood van Constant; informatie die kort daarop werd tegengesproken in de krant Le Populaire. Op 22 juli 1843 verscheen in L'Echo de la Normandie een artikel met de titel Een nieuwe Lazarus. In dit artikel werd de volledige geschiedenis van abbé Beaucourt onthuld: zijn identiteit, zijn proces en zijn veroordeling. Hij moest het seminarie verlaten en eind februari 1844 vertrok hij naar Parijs.

### Flora Tristan en sociaal engagement
Constant zag zijn vriendin Flora Tristan terug, die kort daarop overleed in Lyon. Hij twijfelde of hij het volledige manuscript van Flora Tristan zou publiceren; hij was bang voor negatieve reacties. Hij legde uiteindelijk dit integrale manuscript aan de kant en gaf het eerste manuscript uit onder de titel L'émancipation de la femme, ou Le testament de la paria. In de herfst van 1844 vroeg mevrouw Legrand hem om naar Guitrancourt te komen en haar kinderen te onderwijzen. Hij verbleef er een jaar en keerde daarna terug naar Parijs. Hij publiceerde zijn vredesmanifest, geïnspireerd door Silvio Pellico, getiteld La Fête-Dieu ou le Triomphe de la Paix religieuse (1845).

### Politiek ontwaken en familieleven
De utopische en humanitaire ideeën van die tijd namen nu al zijn tijd in beslag, en twee bewegingen kregen zijn volledige aandacht: het saint-simonisme en het fouriérisme. In 1845 schreef hij zijn eerste esoterische notities voor Le Livre des Larmes. Tijdens deze periode componeerde hij ook liederen en illustreerde hij twee werken van Alexandre Dumas, te weten Louis XIV et son siècle en Le Comte de Monté-Cristo. Adèle Allenbach, die actrice geworden was, bezocht hem regelmatig; zij had nog steeds een grote bewondering voor haar "petit-père". Constant woonde een tijdje in Chantilly en keerde daarna terug naar Parijs. Hij werd bevriend met Charles Fauvety. Beiden stichtten ze in 1845 het maandblad La Vérité sur toutes choses. Dit blad verscheen slechts viermaal.

### Relaties met Eugénie en Noémi
Sinds zijn terugkeer uit Evreux bezocht hij regelmatig juffrouw Eugénie Chenevier, de onderdirectrice van het Instituut Chandeau, die met de jonge Marie-Noémi Cadiot, een bewoonster van het instituut, bevriend was. Constant vergezelde de twee meisjes op zondag op hun wandelingen buiten het instituut. Eugénie Chenevier wilde, voor God, de vrouw worden van Constant. Vertrouwend op de toekomst begon ze met hem een relatie en verwachtte een kind. Op 29 september 1846 werd een zoon geboren. Xavier Henri Alphonse Chenevier leefde tot in 1916 en had zelf ook een zoon, Pierre. (Momenteel telt deze tak meer dan 45 afstammelingen tot in de zesde generatie.)
Marie-Noémi Chadiot werd verliefd op Constant. Er ontstond een passionele correspondentie tot de dag dat Noémi het ouderlijk huis kon verlaten en onderdak zocht bij Constant. De vader van Noémi eiste een huwelijk, onder de bedreiging hem te zullen aanklagen voor misbruik van een minderjarige. De burgerlijke huwelijksceremonie vond op 13 juli 1846 plaats in het stadhuis van het 20e arrondissement.
Sinds de rechtszaak over La Bible de la liberté (1841) weigerde men teksten van Constant te publiceren in de kranten. Het werd hem ook heel moeilijk gemaakt zijn mening in het openbaar te verkondigen. Noémi moedigde hem echter aan en hij ging zich opnieuw bezighouden met politiek. Hij werkte onder andere mee aan La Démocratie Pacifique. Hij schreef een pamflet getiteld La Voix de la famine. Hiervoor werd hij op 3 februari veroordeeld tot een celstraf van een jaar en 1000 frank boete. Noémi vroeg gratie vanwege hun huwelijk en het kind waarvan ze in verwachting was; na zes maanden verkreeg ze zijn vrijlating. In september 1847 werd een dochtertje geboren. De kleine Marie stierf in 1854, tot groot verdriet van Constant die heel veel van het kind hield.

### Revolutie van 1848 en artistieke opdrachten

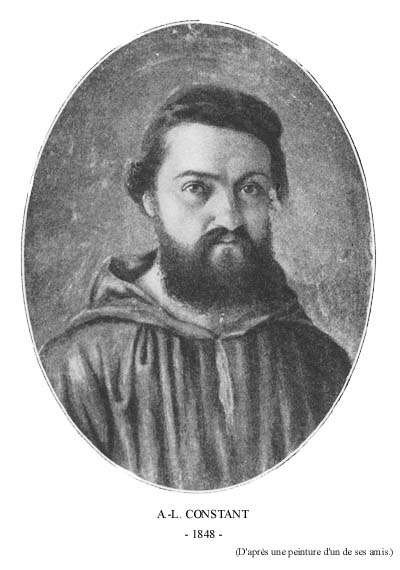
Alphonse Louis Constant in 1848

De revolutie van februari 1848 gaf Constant meer vrijheid. Hij beheerde het tijdschrift Le Tribun du Peuple, waarvan van 16 tot 30 maart slechts vier nummers verschenen. Constant richtte daarna samen met Esquiros en Le Galliis de Club de la Montagne, een politieke club op, de leden waren hoofdzakelijk arbeiders. De contacten tussen Constant en Esquiros namen een einde toen Esquiros verkozen werd voor de Assemblée Nationale. Er brak een periode van relatief geluk aan voor Noémi en Constant. Noémi volgde les bij de beroemde beeldhouwer Pradier. Dankzij dit contact kreeg Constant twee bestellingen voor het maken van schilderijen voor het Ministerie van Binnenlandse Zaken. Hij vond de tijd om de Kabbala Denudata van Christian Knorr von Rosenroth te lezen. Ook bestudeerde hij werken van Jacob Boehme, Louis-Claude de Saint-Martin, Emmanuel Swedenborg, Antoine Fabre d'Olivet, Chaho en Joseph Görres.

### Ontstaan van Éliphas Lévi
Eind 1850 ontmoette hij abbé Jacques Paul Migne, stichter en directeur van de religieuze uitgeverij van Montrouge. Abbé Migne vroeg hem om een woordenboek voor zijn collectie te maken. In 1851 verscheen daarop de Dictionnaire de la littérature chrétienne, een werk dat heel wat verbazing wekte door de diepe kennis en wetenschap die het inhield. In die periode (1851) ontmoette hij ook de Poolse geleerde Hoëné Wronski. De werken van deze geleerde introduceerden hem in de wiskunde en het napoleontisch messianisme. Hij begon zijn werk Dogme et rituel de la Haute Magie en nam Éliphas Lévi of ook wel Eliphas Levi Zahed als synoniem (de Hebreeuwse vertaling van Alphonse-Louis Constant).

### Londen, Rozenkruisers en terugkeer
Mevrouw Constant, die een verhouding had met de markies de Montferrier (schoonbroer van Wronski), verliet definitief het huis. Constant voelde zich diep gekwetst en stortte zich op zijn werk. In de lente van 1854 ging hij naar Londen en ontmoette er Dr. Ashburner en Sir Edward Bulwer-Lytton, de beroemde auteur van onder andere Zanoni, le Maître Rose-Croix. Constant werd door Sir Edward Bulwer-Lytton ingewijd in de Rozenkruisersorde. Omringd door vrienden en door een goede vriendin van Sir Edward Bulwer-Lytton probeerde Lévi een aantal bezweringen en oproepingen. Tijdens een van die seances zou de geest van Apollonius van Tyana verschenen zijn en zou deze de plaats in Londen hebben aangeduid waar men de Nuctemeron kon vinden.
Juffrouw Eugénie Chenevier verbleef reeds een aantal jaren in Londen. Ze had het financieel heel moeilijk bij de opvoeding van haar kind. Lévi schreef haar een brief en vroeg vergiffenis, die hij ook kreeg. Ondertussen werd in Parijs door zijn vriend Adolphe Desbarolles (martinist) en ex-vrouw alle nodige maatregelen getroffen en werden de persoonlijke bezittingen van Lévi verhuisd. Bij zijn terugkeer in Frankrijk in 1854 verbleef Lévi enige tijd in het schildersatelier van zijn vriend Desbarolles. Daarna bewoonde hij een eenvoudige studentenkamer waar hij zijn werk Dogme et rituel de la Haute Magie voltooide. Na het verschijnen van het werk begon Lévi's succes, doch niet het fortuin.

### Filosofisch tijdschrift en literaire productie
In 1855 richtte Lévi samen met Fauvety et Lemonnier de Revue Philosophique et Religieuse op. Dit tijdschrift verscheen gedurende drie jaar en Lévi schreef hierin talrijke artikels over de kabbala. Toch voelde hij zich een beetje in de steek gelaten door de occulte filosofie en begon opnieuw met het componeren van liederen. Een van deze liederen, waarin hij Napoleon III vergeleek met Caligula, leverde hem een verblijf in de gevangenis op. Enkele dagen na zijn arrestatie schreef hij echter een ander lied waarin hij spottend uitlegde dat de rechters zich hadden vergist en dat hij nooit iemand had vergeleken met Caligula. Lévi kon de gevangenis verlaten en van april tot juni 1856 publiceerde hij de liederen in Le Mousquetaire van Alexandre Dumas.

### Contact met occultisten en inwijding in de vrijmetselarij
In 1859 bracht de publicatie van Histoire de la Magie hem 1000 frank op; voor die tijd een aanzienlijk bedrag dat hij grotendeels besteedde aan het uitnodigen van talrijke occultisten, alchemisten en bekenden uit de wereld van de broederschappen. Hij leerde onder andere Eugène Vintras, Henri Delaage (martinist), Luc Desages, Paul Auguez, Jean-Marie Ragon, Henri Favre en dr. Fernand Rozier kennen. Hij ontmoette Georges de Mniszech en zijn vrouw Anna de Hanska, die de nicht was van gravin Keller, vrouw van Alexandre Saint-Yves d’Alveydre. Hij bleef ook in contact met mgr. Devoucoux, bisschop van Évreux, en Nicolas Joseph Spedalieri (martinist).
Door zijn vrienden Charles Fauvety en Caubet werd hij vrijmetselaar. Hij werd geïnitieerd op 14 maart 1861 in de loge Rose du Parfait Silence, onder leiding van Caubet als voorzitter. De ceremonie vond plaats in aanwezigheid van een groot aantal broeders, en Lévi trachtte uit te leggen dat het symbolisme van de vrijmetselarij ontleend werd aan de Kabbala. In zijn ontvangsttoespraak verklaarde hij: "Ik kom uw verloren tradities terugbrengen, de exacte kennis van uw tekens en emblemen, en u dus te tonen waar uw vereniging voor is opgericht." Zijn uitleg werd echter niet aanvaard door de aanwezigen, die weinig belangstelling toonden voor zijn esoterische interpretatie.
Op 21 augustus 1861 ontving Lévi de graad van Meester-vrijmetselaar. Kort daarop ontstond er binnen de loge een conflict na een toespraak van Lévi over de 'mysteries van de inwijding', waarop een andere lid (Ganeval) publiekelijk kritiek uitte. Lévi voelde zich hierdoor beledigd en distantieerde zich van de werkzaamheden van de loge. Hij werd uiteindelijk van de ledenlijst geschrapt, volgens eigen zeggen "om mijn gewetensvrijheid te behouden" en "om mij niet te associëren met hun wraakacties". In zijn ogen had de loge haar ware spirituele betekenis verloren, en hij beschouwde zijn eigen rol als die van hersteller van vergeten symboliek.

### Breuk met Eugénie en lessen aan de aristocratie
Intussen was Juffrouw Eugénie Chevenier en haar zoon naar Parijs teruggekeerd. Lévi liet haar weten dat hij voor het kind wou zorgen. Eugénie gaf toe aan zijn wens, doch in 1867 kwam het na een twist over geld tot een definitieve breuk. Lévi werkte hard, hij onderwees en gaf les in de occulte wetenschappen aan de hoge aristocratie. Zo ook gaf hij aan de bisschop van Evreux, Mgr. Devouvoux, lessen in Kabbala. Hij leidde, materieel gezien, een relatief comfortabel leven en verrijkte zijn bibliotheek. Hij leerde de hermeticus Graaf Alexandre Branicki kennen, met wie hij in 1861 naar Londen vertrok. Tijdens zijn verblijf daar logeerde hij een aantal maanden bij zijn vriend Bulwer-Lytton. Deze was ondertussen hoofd van de Rosicrucian Society of England geworden.

### Correspondentie en laatste werken
In juli 1861 kocht baron Nicolas Joseph Spedalieri het boek Dogme et rituel de la Haute Magie. Spedalieri las het werk en besloot contact op te nemen met de auteur. Er ontstond, tussen 24 februari 1861 en 14 februari 1874, een correspondentie van meer dan 1000 brieven. Terug in Parijs publiceerde Lévi Le Sorcier de Meudon, opgedragen aan Mevrouw de Balzac. Hij woonde ook heel vaak de bijeenkomsten van de vrijmetselaars van de loge Rose de parfait Silence bij. Op 21 augustus 1861 werd hij ingewijd in de graad van Meester.

### Laatste jaren en overlijden
Tussen 1862 en 1865 publiceerde Lévi verscheidene werken. In de zomer van 1865 voelde hij meer en meer zenuwpijnen aan het hoofd. Tijdens de bezetting van Parijs in 1870 brak voor Lévi een zeer moeilijke periode aan. Communicatie met de provincie was onmogelijk en zijn financiële toestand kende opnieuw een dieptepunt. Totaal zonder financiële middelen vond hij een onderkomen bij een van zijn leerlingen, Mevrouw Mary Gebhard, die in Elberfeld, Duitsland woonde. Tijdens deze periode werd er een hartziekte bij hem vastgesteld. Lévi's gezondheid ging sterk achteruit en hij keerde terug uit Duitsland.
Lévi werd tijdens een bezoek aan Judith Mendès, dochter van Théophile Mendès voorgesteld aan Victor Hugo, die de werken van Lévi kende en ze zelfs wist te appreciëren. Het jaar 1874 verliep voor Lévi zeer pijnlijk; een bronchitis, ademnood en een aanhoudende koorts gunden hem geen rust. Zijn benen zwollen beetje bij beetje op en al snel ontwikkelde zich de olifantsziekte. In januari 1875 werkte hij zijn laatste manuscript, Le Cathéchisme de la Paix, af.
Lévi overleed op 31 mei 1875, op een leeftijd van 65 jaar. Hij werd begraven op het Cimetière d'Ivry.

## Werken

### Werken van Alphonse Louis Constant
- 1832: Nemrod (verschenen in de Dictionnaire de littérature chrétienne)
- 1839: le Rosier de mai ou la Guirlande de Marie
- 1841: la Bible de la liberté
- 1841: l'Assomption de la femme ou le Livre de l'amour
- 1841: Doctrines religieuses et sociales
- 1844: la Mère de Dieu
- 1845: la Fête-Dieu ou le Triomphe de la paix religieuse
- 1845: le Livre des larmes ou le Christ consolateur
- 1845: les Trois Harmonies
- 1846: la Dernière Incarnation
- 1846: la Voix de la famine
- 1847: le Deuil de la Pologne
- 1847: Rabelais à la Basmette
- 1847: les Trois Malfaiteurs
- 1847: le Sorcier de la Devinière
- 1848: la Marseillaise du peuple (chanson)
- 1848: le Règne du peuple (chanson)
- 1848: le Testament de la liberté
- 1851: Dictionnaire de la littérature chrétienne (gewijzigd)

### Werken getekend met het pseudoniem Eliphas Lévi
- 1854: Dogme et rituel de la haute magie
- 1859: Histoire de la magie
- 1859: la Clef des grands mystères suivant Hénoch, Abraham, Hermès Trismégiste et Salomon.
- 1861: le Sorcier de Meudon
- 1862: Fables et symboles avec leur explication
- 1863: Appel de la Pologne à la France par un Polonais
- 1865: la Science des esprits (gewijzigd)

### Postume werken
- 1854: la Clavicule universelle des clavicules de Salomon ou le Grimoire des Grimoires
- 1856: Carnet de notes d'Eliphas Lévi
- 1860: la Clavicule prophétique des sept esprits de Jean Trithème
- 1861: les Mystères de la Kabbale ou l'Harmonie occulte des deux testaments
- 1861: Cours de philosophie occulte. Lettres au baron Spedalieri
- 1868-1869: le Grand Arcane ou l'Occultisme dévoilé
- 1869-1870: le Livre des splendeurs
- 1869-1870: le Livre des sages
- 1870: les Éléments de la Kabbale
- 1871: les Portes de l'avenir ou les Dernières Paroles d'un voyant
- 1871: le Grimoire franco-latomorum
- 1872-1874: le Voile du temple déchiré
- 1873: l'Évangile de la science
- 1873: la Religion de la science
- 1873: les Paradoxes de la haute science
- 1874: la Sagesse des Anciens
- 1874: le Livre d'Abraham le Juif retrouvé
- 1875: le Catéchisme de la paix gevolgd door de Quatrains de la Bible en de la Bible de la liberté